# Megalocnus
Megalocnus és un gènere fòssil de peresosos gegants que poblaren el Carib durant el Plistocè superior. Se'ns coneixen dues espècies: M. rodens, els fòssils del qual s'han trobat a Cuba, i M. zile, que habità l'illa de L'Espanyola.